# Aerofotogrametria

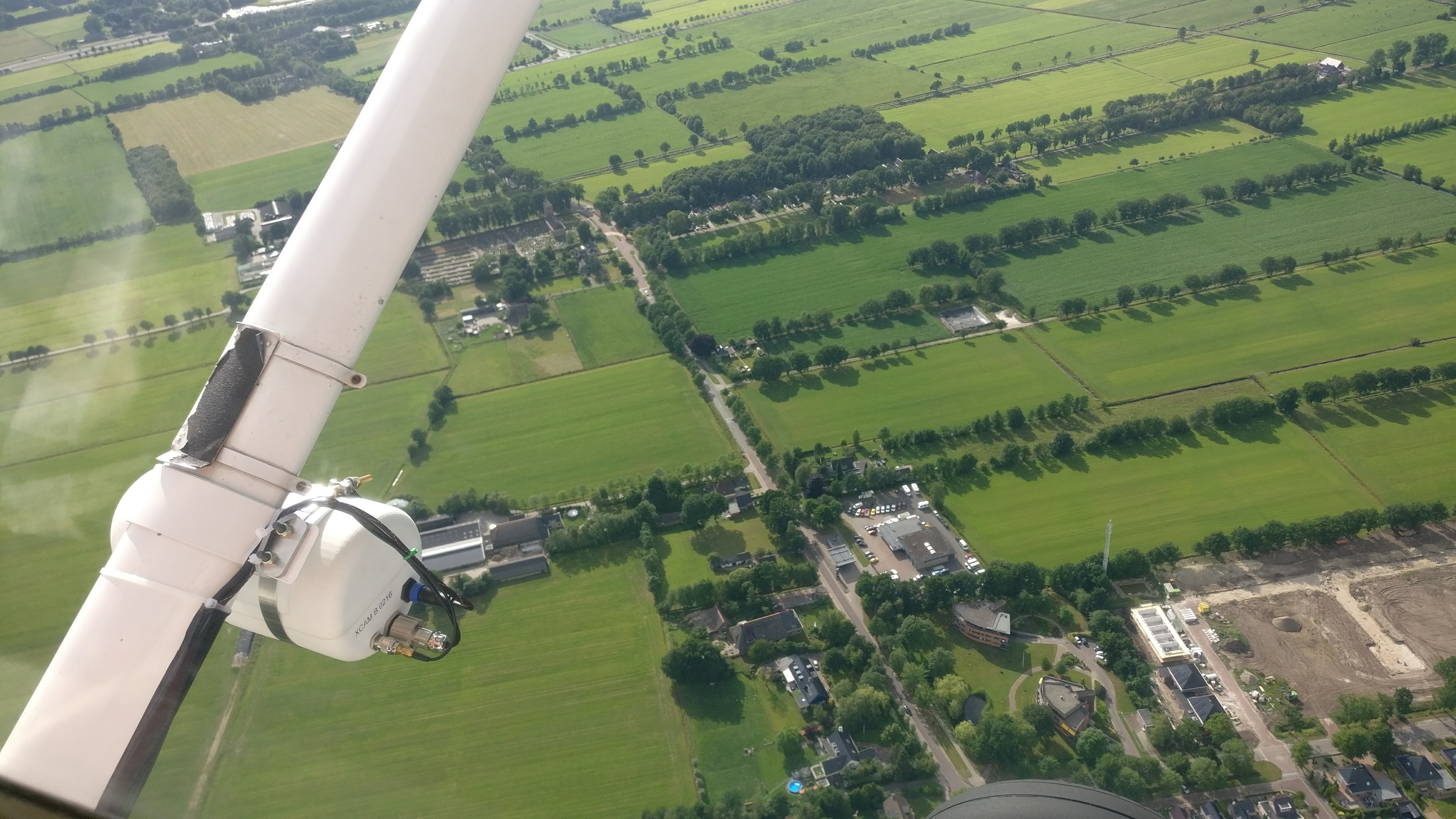
Aparat XCAM zamontowany do Cessny 172 służący do fotografii lotniczej

Aerofotogrametria (gr. aér = powietrze + phos = światło + grámma = zapis, rysunek + metrein = mierzyć) jest to wykonywanie i opracowywanie zdjęć lotniczych w celu sporządzenia map i planów; fotogrametria z powietrza za pomocą samolotów albo balonów. 